# Abel (ominide)
KT-12/H1, meglio noto come Abel, è il primo reperto fossile dell'ominide Australopithecus bahrelghazali, scoperto nel gennaio del 1995 a Koro Toro in Ciad, da un gruppo di ricercatori coordinato dal paleontologo Michel Brunet.

## Descrizione
L'Australopithecus bahrelghazali è ritenuto essere vissuto 3,6 milioni di anni fa, quindi in contemporanea con il più famoso Australopithecus afarensis, il cui reperto chiamato Lucy, fu all'epoca della scoperta considerato il più antico antenato dell'uomo moderno.
I resti fossili ritrovati di Abel si riducono alla parte superiore della mascella e ad alcuni denti, in particolare i molari. I canini del fossile presentano somiglianze con lAu. afarensis, da cui si differenzia per i premolari,chiaramente triradicati, a differenza di quellidell'afarensis, che possono avere due o tre radici, e per le file dei denti delle guance che sono divergenti, in contrapposizione a quelle parallele dell'afarensis.
La localizzazione di tale reperimento in Africa occidentale e l'inquadramento cronologico del fossile ebbero radicali conseguenze sul dibattito relativo alla distribuzione degli ominidi più antichi, dacché fino alla scoperta di "Abel" gli studiosi avevano ritenuto che il nucleo più antico di essa fosse incentrato unicamente in Africa meridionale e in particolare sud-orientale.